# Consonne occlusive dentale voisée
La consonne occlusive dentale voisée est un son consonantique présent dans certaines langues.
Son symbole dans l'alphabet phonétique international est [d], un D minuscule, mais celui-ci peut aussi représenter une consonne occlusive alvéolaire voisée ; la dentale et l’alvéolaire peuvent être distinguées en utilisant [d̪] avec le signe diacritique indiquant l’articulation dentale et [d], sans signe diacritique, ou [d͇], avec le signe diacritique des extensions de l’alphabet phonétique international, pour l’articulation alvéolaire.
Selon les langues, il peut être plein [d̪], aspiré [d̪ʱ], etc.

## Caractéristiques
Voici les caractéristiques de la consonne occlusive dentale voisée :
- Son mode d'articulation est occlusif, ce qui signifie qu'elle est produite en obstruant l’air du chenal vocal.
- Son point d’articulation est dental, ce qui signifie qu'elle est articulée avec la langue sur les dents inférieures ou supérieures, ou les deux.
- Sa phonation est voisée, ce qui signifie que les cordes vocales vibrent lors de l’articulation.
- C'est une consonne orale, ce qui signifie que l'air ne s'échappe que par la bouche.
- C'est une consonne centrale, ce qui signifie qu’elle est produite en laissant l'air passer au-dessus du milieu de la langue, plutôt que par les côtés.
- Son mécanisme de courant d'air est égressif pulmonaire, ce qui signifie qu'elle est articulée en poussant l'air par les poumons et à travers le chenal vocatoire, plutôt que par la glotte ou la bouche.

## Langues
La consonne occlusive dentale voisée est un son assez courant :
- Elle est écrite par la lettre ‹ d › dans la plupart des langues romanes, dont le français.
- Plusieurs langues indiennes, comme le hindi, font la différence entre un [d̪] plein et un [d̪ʰ] aspiré.
- En finnois, les occlusives dentales contrastent avec les occlusives alvéolaires, et que celles-ci soient voisées ou parfois battues. Dans les mots finnois natifs, une occlusive alvéolaire n'apparaît que comme un adoucissement de l'occlusive dentale[réf. souhaitée].
- En anglais et en allemand, le /d/ n'est pas dental mais alvéolaire [d] et souvent aussi aspiré [dʰ].

## Sources
- (en) Martin J. Ball et Nicole Müller, Phonetics for communication disorders, Psychology Press, 2005 (ISBN 0-8058-5363-4 et 9780805853636)
- (en) International Phonetic Association, Handbook of the International Phonetic Association : a guide to the use of the International Phonetic Alphabet, Cambridge, UK ; New York, NY, Cambridge University Press, 1999, 204 p. (ISBN 978-0-521-63751-0 et 0521637511, lire en ligne)